# Adolf Sebastian Geete
Adolf Sebastian Geete, född den 29 september 1770 på Sneslingeberg i Börstils socken, Uppland, död den 4 februari 1825 i Stockholm, var en svensk militär. Han var ättling i femte led till Erik Geete.
Geete deltog under 1789 års finska krig i alla Savolaxbrigadens strider och befordrades 1794 till kapten vid Svea artilleriregemente. Han deltog med utmärkelse i svensk-franska kriget 1805–1810 samt i finska kriget 1808–1809. År 1809 utnämndes Geete till major och överadjutant hos kungen, 1810 till överstelöjtnant och 1812 till befälhavare över artilleriet vid de trupper, som under fältmarskalken von Essen sammandrogs på norska gränsen. Ett dylikt befäl förde han även under fälttåget mot Norge 1813–1814 samt utnämndes 1816 till överste och chef för Svea artilleriregemente och 1823 till generaladjutant vid generalstaben. Geete invaldes som ledamot av Krigsvetenskapsakademien 1815. Han blev riddare av Svärdsorden 1805.